# Dans la main de l'ange
Dans la main de l'ange est un roman de Dominique Fernandez publié le 25 août 1982 aux éditions Grasset et ayant obtenu le prix Goncourt la même année.

## Historique
Le roman vaut à son auteur le prix Goncourt cinquante ans après le prix Femina obtenu par son père Ramon Fernandez.
Le roman est récompensé au sixième tour de scrutin par six voix contre trois à Une baraque rouge et moche comme tout à Vénice, Amérique de Marie-Gisèle Landes-Fuss et une voix à La Danse du loup de Serge Bramly.

## Résumé
Le roman aborde, non pas sur le style biographique mais bien romanesque, la vie de Pier Paolo Pasolini.

## Éditions
- Éditions Grasset, 1982  (ISBN 2246282012).